# Jazz (альбом «Алисы»)
Jazz — восьмой студийный альбом группы Алиса, выпущенный в 1996 году. В основу альбома легли песни, написанные Константином Кинчевым ещё до прихода в группу. В советский период жизни Константин играл эти песни на квартирниках. Jazz занял 2 место по самым продаваемым компакт-дискам в России в 1996 году.

## Об альбоме
Выходу альбома предшествовал одноимённый сингл, в который вошло три песни: «Дождь», «Перекрёсток» и «Слёзы Звёзд». Сам лидер Алисы сравнивал все композиции Jazz-а с «хорошим вином, которое должно настояться для приобретения вкусового букета». В пресс-релизе к альбому было указано, что Jazz был создан по вдохновению после просмотра фильма Боба Фосса «Весь этот джаз». На песни «Дождь», «Лунный вальс» были сняты видеоклипы. В первом клипе были вставлены отрывки из кинофильмов «Весна на Заречной улице», «Когда деревья были большими, «Три тополя на Плющихе», «Романс о влюблённых» и «Я шагаю по Москве».
Большинство песен, вошедших в альбом, были написаны Константином Кинчевым в начале 80-х годов. В 1995 году появилась идея выпустить их в свет. По словам басиста Петра Самойлова процесс работы над альбомом не был затянутым. Вначале группа репетировала во Дворце культуры Пищевиков, подготовив за неделю весь материал. Потом участники записали всё на портативную студию и продолжили процесс на студии продюсерского центра на Полянке в 1995 году. Запись на студии длилась около месяца, и чуть больше времени заняло сведение.

А самое весёлое на студии было то, что там не было вентиляции. И поэтому мы сидели как в подводной лодке, которая умерла. Легла на дно, и кончился кислород. Но зато работает «condition». То есть сидишь в холодном углекислом газе. И играешь спокойненькую музычку. Когда мы оттуда выходили, из этого подвала, нас пошатывало. Такой был своеобразный торч.
— Пётр Самойлов
Константин Кинчев объяснил почему альбом получил название Jazz: «потому что достаточно несерьёзная работа по сути для Алисы, поэтому с аналогиями Боба Фосса — „вся эта ерунда“, „вся эта суета“. Хотя в принципе это и является для меня жизнью. Поэтому ещё и такой смысл… К Queen название не имеет никакого отношения!». Также лидер Алисы сказал, что Jazz — это сборник случайных вещей, которые записывались без особого азарта, но когда альбом вышел, то он отнёсся к нему по-другому и, можно сказать, полюбил.
Презентация альбома в Санкт-Петербурге состоялась 23 декабря 1995 года во дворце спорта «Юбилейный». Этим концертом группа открыла свой тур по пятнадцати городам России. На этих концертах Константин Кинчев также исполнял песню «Горизонт» в аранжировке лиричной, отличающейся от хард-роковой версии, записанной для альбома Танцевать.

## Список композиций
Слова и музыка всех песен — Константин Кинчев.
| №   | Название                 | Длительность |
| --- | ------------------------ | ------------ |
| 1.  | «Театр»                  | 2:12         |
| 2.  | «Слёзы звёзд»            | 6:07         |
| 3.  | «Перекрёсток»            | 4:25         |
| 4.  | «Картонный дом»          | 4:59         |
| 5.  | «Поезд»                  | 4:23         |
| 6.  | «Дождь»                  | 3:15         |
| 7.  | «У истоков голубой реки» | 3:40         |
| 8.  | «Вечер»                  | 5:18         |
| 9.  | «Камнепад»               | 2:48         |
| 10. | «Я играю в войну»        | 3:25         |
| 11. | «Ночные окна»            | 3:17         |
| 12. | «Лунный вальс»           | 3:23         |
| 13. | «Колыбельная»            | 2:44         |
| 14. | «Кода»                   | 0:33         |

- «Театр» был написан в Москве (Тёплый стан) осенью 1983 года
- «Слёзы звёзд» были написаны зимой 1984 года в Тёплом стане.
- «Перекрёсток» появился на свет весной 1983 года в Преображенке.
- «Картонный дом» был написан в 1980 или 1982 году и появляется в альбоме Нервная ночь в другой аранжировке. Если изначально песня была выдержана в духе группы Секрет, то в версии в альбоме «Jazz» песня получилась более спокойной и размеренной.
- Текст песни «Поезд» родился зимой 1985 года в Тёплом стане.
- «Дождь» был написан весной 1983 года в Преображенке. В интервью 22 декабря 2000 года Кинчев отдельно отметил эту песню как настроение, а не как просто личность. Также композитор Андрей Петров благодаря этой же песне назвал Кинчева одним из своих самых любимых авторов. При этом они не были лично знакомы и никогда не общались. На песню Максимом Масальцевым был снят видеоклип, выдержанный в чёрно-белых тонах и включающий в себя кадры из различных кинофильмов советского периода.
- «У истоков голубой реки» Кинчев написал летом 1984 года в Тёплом стане. Отрывок этой же песни звучит в фильме «Взломщик», в котором Кинчев и сыграл одну из ролей. Другой вариант её исполнения присутствует в альбоме «Акустика. Часть 2».
- «Вечер» появился на свет осенью 1984 года, опять же, в Тёплом стане. В сборнике стихов «Константин Кинчев — Тексты» 1992 года издания эта песня имеет другое название — «Эпитафия». Другой вариант её исполнения можно услышать в альбоме «Акустика. Часть 2».
- «Камнепад» появился на свет зимой 1985 года.
- «Я играю в войну» была написана осенью 1985 года в Тёплом стане. Акустический вариант её исполнения можно услышать в альбоме «Акустика. Часть 2». На этом варианте в песне изменена одна строчка: вместо «все тропы легли на свет» было «я объявляю свет».
- «Ночные окна» были написаны весной 1985 года в Тёплом стане. На одном из концертов Константин Кинчев подметил, что эта песня особенно сильно нравилась Виктору Цою.
- «Лунный вальс» был написан зимой 1985 года. Под названием «Театр» песня появилась в альбоме «Для тех, кто свалился с Луны». Также она присутствует в альбоме «Акустика. Часть 2» под названием «Снег».
- «Колыбельная» была написана весной 1983 года в Тёплом стане.
- Короткая зарисовка под названием «Кода» написана летом 1985 года в Щелчке, во время посиделок с Александром Башлачёвым.

Для альбома также записывались песни «Гость» и «Горизонт», однако они не попали в окончательный вариант альбома «Jazz» и были переписаны для альбома Танцевать в других аранжировках.

## Издания
- В 1996 году компания Rec Records выпустила Jazz на компакт-кассетах и CD.
- В 2009 году Real Records переиздал 17 номерных альбомов «Алисы» в большом картонном боксе. Издания в формате Digipack дополнены бонус-треками из концертных альбомов.
- В 2014 году альбом был переиздан Bomba Music на грампластинке, тираж напечатан в Германии.

## Отзывы
Композитор Андрей Петров после прослушивания альбома назвал Константина Кинчева одним из своих любимых авторов.
Ольга Киселёва в своей статье «Алиса в стране страстей и плохих дорог» пишет:

После выхода альбома «Чёрная метка», тяжёлого по звучанию, энергичного, выход «Джаза» был немного шокирующим событием для поклонников Алисы — спокойная музыка, старые песни, в большинстве своем написанные Кинчевым в «доалисовский» период творчества. Казалось, что Кинчев неожиданно изменился, но…

Автор книги «Алиса 100 страниц» пишет, что альбом — редкая работа для группы Алиса: «Кинчев перепел свои песни 20-летней давности с интонациями себя теперешнего, 37-летнего, с позиции прожитых лет и приобретённого опыта. Так вспоминает о себе человек, когда садится писать мемуары, а если этот человек мудр — с лёгкостью и иронией, а главное — без малейшего пафоса»
Андрей Бурлака пишет, что первое впечатление от альбома почти паническое: «Нет, это не Алиса. Это что угодно, только не Алиса, хотя — гипнотически завораживающий, вкрадчивый Костин голос чарует и баюкает вас точно так же, как раньше будил и будоражил». Также он говорит, что альбом получился необычайно мелодичным: «Барочную хрупкость „Театра“ с щемяще-красивой скрипкой Сергея Рыженко легко сменяет переходящий в шарманочный вальсок блюз „Слёзы Звёзд“, а тот в свою очередь уступает место JJ Cale-овской гитаре в „Перекрёстке“, неожиданный колорит которому придаёт деликатный баян Рушана Аюпова». В своей рок-энциклопедии Бурлака подчеркнул, что «Джаз» стал лучшим альбомом «Алисы» 1990-х годов, а кpизис группы был пpеодолён.
Гитарист Андрей Шаталин назвал альбом «камерным».
Барабанщику Михаилу Нефёдову альбом понравился: Это такой лёгкий альбом, посидеть, поразговаривать под него можно.
Сам же Константин Кинчев говорил, что Алиса может позволить себе играть всё — от вальса до хардкора: кому-то нравится Чёрная метка, кому-то — Jazz. В 2008 году он сказал, что не любит «Джаз», потому что это как детская игрушка, дань юности, пройденный этап. Альбом удачно получился благодаря Шаталину, Самойлову, Шилклоперу, Рыженко, Аюпову, Воронову. Но исполнять эти песни на сцене для Кинчева было непросто. Полгода в первом отделении «Алиса» играла концерты в поддержку. Лидер группы отказался от акустических выступлений, поскольку складывалось ощущение, что он врёт публике, желая по-лёгкому заработать денег: «Если бы я сейчас сосредоточился на „Джазе“, то стал бы очень востребован и косил бы „капусту“ по корпоративам».

## Участники записи
- Константин Кинчев — музыка и слова, вокал, акустическая гитара;
- Андрей Шаталин — акустическая гитара, электрогитара;
- Пётр Самойлов — бас-гитара, вокал;
- Михаил Нефёдов — барабаны, тамбурин;
- Рушан Аюпов — баян (3, 5, 6, 12), рояль (2, 8, 11), орган (2, 9, 11), челеста (13), фронт-голос (4, 5, 9, 11, 13);
- Сергей Рыженко — скрипка (1, 5, 7, 12);
- Аркадий Шилклопер — валторна (2, 8);
- Пётр Тихонов — труба (4, 13);
- Максим Лихачёв — тромбон (4, 13);
- Сергей Высокосов — гитара (13);
- Сергей Воронов — губная гармошка (10).